# Лицо со шрамом (фильм, 1932)
«Лицо со шрамом» (англ. Scarface: The Shame Of The Nation — «Лицо со шрамом: Позор нации») (1932) — классическая американская чёрно-белая гангстерская драма, снятая незадолго до принятия кодекса Хейса и послужившая эталоном для последующих картин данного жанра. Сценарий Бена Хехта по одноимённому роману Армитэджа Трэйла. Продюсерами выступили режиссёр Говард Хоукс и предприниматель Говард Хьюз.
«Лицо со шрамом» — один из обоймы фильмов (наряду с «Врагом общества» и «Маленьким Цезарем»), которыми Голливуд откликнулся на разгул преступности в годы Великой депрессии. Прототипом главного героя был знаменитый гангстер Аль Капоне.
В 1983 году Брайан Де Пальма поставил одноимённый ремейк фильма с Аль Пачино в главной роли.
В 1994 году лента занесена в Национальный реестр фильмов. По версии Американского института киноискусства Тони Камонте занимает 47-е место списка злодеев в 100 героев и злодеев, а фильм — 6-е место в списке «10 лучших гангстерских фильмов» в 10 фильмов из 10 жанров.

## Сюжет
Этот фильм — обвинение бандитскому праву в Америке и закоснелому безразличию властей к растущим угрозам нашей безопасности и свободе. Всё происходящее на экране воспроизводит реальные события, а цель этого фильма — потребовать у правительства ответа на простой вопрос: «Что вы намерены предпринять?». Правительство страны — ваше правительство. Что ВЫ намерены предпринять?
— Вступление
1920-е годы. «Большой» Луи Костилло, криминальный босс «старой школы» Саут-Сайда, южного района Чикаго, оказывается убит неизвестным на 22-й улице. Начинается мафиозный передел. Всё указывает на то, что исполнитель убийства — его телохранитель, итальянский эмигрант Тони Камонте, закостенелый уголовник, имеющий шрам на левой щеке. Гуарино, помощник начальника полиции, о значок которого Тони зажёг спичку, дабы прикурить, приводит того на допрос, но неожиданно приходит распоряжение сверху, и Камонте отпускают. Начальник полиции говорит, что Тони кончит в сточной канаве, и продажные служители закона его не спасут.
Заказчик преступления, криминальный босс Джонни Лово, предлагает Камонте стать его «правой рукой». Тони вынашивает план по свержению босса. Тони недоволен, что его своевольная сестра Ческа крутит минутные романы на стороне, и даёт ей пачку денег, что не нравится их матери, знающей, считающей эти деньги «грязными». Мать отрекается от сына, и пытается спасти дочь, но Ческа не слушает её.
Лово становится новым президентом районного общественного клуба, продавая нелегальное пиво и убивая конкурентов.  С необычайной жестокостью Камонте утверждает его авторитет в Саут-Сайде, параллельно пытаясь закрутить интрижку с подружкой Лово — Поппи. Не обращая внимания на протесты Лово, предупреждающего, чтобы Камонте не связывался с ирландской бандой во главе с О'Харой, который управляет северной частью города, далее тот берётся за уничтожение баров конкурента, привлекая внимания мафии и полиции. Вскоре Тони  посылает своего лучшего друга и заместителя Джино Ринальдо, любящего подбрасывать монету, убить О'Хару в цветочном магазине, который тот использует в качестве базы, что Джино Ринальдо успешно удаётся провернуть. Камонте убеждён, что с оружием в руках можно решить любую проблему.
Тони нанимает несмышлёного секретаря Анджело и поучает того, как надо отвечать на звонки. Вскоре квартиру Камонте посещает Поппи, заинтересованная в быстром росте его репутации. Раздвинув стальные ставни, он показывает девушке туристическое агентство с вдохновляющим его слоганом «Мир принадлежит тебе».
Лишившись главаря, банда во главе с Гэффни мстит, совершая неудачное покушение на Камонте, обедающего с Поппи в ресторане. Его секретарь умудряется во время обстрела из машин разговаривать по телефону. Используемые конкурентами автоматы Томпсона захватывают внимание Тони, совершающего при помощи них ряд ответных действий. Тони выдаёт себя за полицейского и, застав семерых бандитов врасплох, расстреливает тех у стены в гараже. Начальник полиции поручает инспектору Бену Гуарино выяснить местоположение Гэффни. Мистера Гэффни, главного редактора, обвиняют в освещении мафиозной войны, на что тот призывает принять чрезвычайные законы для ликвидации гангстеров.
Члены банды Лово посещают спектакль, после которого выясняется, где находится Гэффни. Тони убивает босса в боулинг-клубе. Шар, брошенный Гэффни перед смертью, сбивает все кегли.
В клубе Тони выказывает неуважение к Лово, садясь за столик для двоих. 18-летняя Ческа флиртует с Джино, но тот отказывается крутить роман с сестрой друга. Тони танцует с Поппи перед Джони. Тони, видя, как его сестра танцует с очередным любовником, бьёт того и, выведя Ческу на улицу, грозится той прекратить её похождения силой, после чего отвешивает девушке пощёчину. Ческа жалуется матери.
Лово, видя, что его заместитель пытается увести его любовницу, а заодно и захватить власть, решает убить Камонте, но тому удаётся сесть в машину. Во время погони машине прострёливают колёса, но Тони удаётся оторваться, резко свернув и вызвав аварию двух машин преследователей. Он делает несколько звонков — в ресторан, откуда уже ушли Джино и Джонни, первой любовнице друга и наконец Мэйзи, у которой находится Ринальдо, после чего вызывает его к себе. Он подкупает человека Лово и является к боссу, делающему вид, что тот не при делах. Тони начинает насвистывать, Джонни нервничает, судорожно пытаясь налить себе выпить. Тони разбивает кулаком витрину личного кабинета босса с его именем и хватает того за грудки. Лово унижается, встав на колени и прося сохранить ему жизнь, однако получает три пули от Джино. Камонте возвращается домой и говорит Поппи собирать вещи. Любовники уезжают из города на месяц во Флориду.
Устранив всех конкурентов, Тони становится единоличным боссом города. Его действия вызывают общественный резонанс, полицейское кольцо постепенно сжимается. У Чески и Джино начинается роман, они решают рассказать о своей связи Тони, когда тот вернётся. Тот узнаёт от матери, что Ческа снимает квартиру в доме 226 по Чессроу-Стрит и водит туда мужчину. Женщина не в силах остановить сына. Камонте застаёт Ческу и Джино и в ярости молча убивает друга, решившего не брать пистолет до того, как открыть дверь, не дождавшись объяснений о вчерашней тайной свадьбе. Плачущая Ческа отрекается от брата-мясника и бежит в полицию.
Сотрудники правопорядка едут арестовать криминального авторитета. Смертельно раненый Анджело успевает закрыть дверь на щеколду и ответить на свой последний звонок. Разбитый после убийства Тони берёт трубку и говорит Поппи, что не знал о свадьбе. Начальник полиции приказывает доставить Камонте в участок. Вооружённая Ческа планирует убить брата, но в последний момент решает помочь ему в борьбе с полицией, окружившей дом. Закрыв бронированную дверь и окна и вооружившись, Тони начинает отстреливаться, маниакально смеясь, но с ужасом видит ранение сестры от шальной пули, тщетно прося ту не покидать его. Ческа умирает с именем Джино на устах. Полиция бросает шашку со слезоточивым газом, выкуривая гангстера. Получив ранение через пробитую топором дверь, он просит Гуарино пощадить его. Тот хочет надеть на Тони наручники, но бандит в порыве отчаяния прорывается на улицу и погибает под градом пуль из «томпсонов». Фильм заканчивается демонстрацией любимого слогана Камонте «Мир принадлежит тебе».

## В ролях
- Пол Муни — Антонио «Тони» Камонте, «правая рука» Лово
- Энн Дворак — Ческа Камонте, младшая сестра Тони
- Карен Морли — Поппи, любовница Лово
- Осгуд Перкинс — Джон «Джонни» Лово, криминальный босс
- С. Генри Гордон — инспектор Бен Гуарино
- Джордж Рафт — Джино Ринальдо, заместитель Камонте
- Винс Барнетт — Анджело, секретарь Тони
- Борис Карлофф — Гэффни, новый босс ирландской мафии, конкурент Лово
- Инес Паланге — миссис Камонте
- Эдвин Максвелл — начальник полиции
- Талли Маршалл — мистер Гарстон, главный редактор

В титрах не указаны
- Фрэнсис Форд — тюремный охранник (в альтернативной концовке)
- Генри Арметта — Пьетро, брадобрей

Фильм «Лицо со шрамом» запустил карьеру «профессионального голливудского гангстера» Джорджа Рафта. В фильме он играет молодого парня Джино, беспрестанно подбрасывающего в воздух десятицентовик.

## Работа над фильмом
Фильм вольно обыгрывает реальные факты из жизни гангстера Аль Капоне по прозвищу Scarface («Лицо со шрамом»). Существует легенда, что сам гангстер одобрил фильм перед его выходом в прокат. По догадке М. Трофименкова, «ему льстило быть героем трагедии с инцестуальным привкусом, а не криминальной хроники». Как вспоминал впоследствии сценарист Бен Хехт, люди Капоне следили за созданием фильма, требуя, чтобы герой ленты не слишком напоминал их босса. 
Ховард Хоукс решил истолковать сценарий Хехта как «историю семейства Борджа в Чикаго». На отношениях главного героя с сестрой лежит тень инцеста — что напоминает отношения Чезаре и Лукреции Борджа. Чтобы придать повествованию неумолимость древнегреческой трагедии, Хоукс решил добавить в каждую сцену знак Х, которым в газетных репортажах об убийствах помечалось место расположения трупа. Именно такую форму имеет шрам на щеке Камонте — и на протяжении всего фильма, от начальных титров до финальных, этот знак всплывает десятки раз, причём в самых неожиданных местах. Членам съёмочной группы была обещана награда в сто долларов за наиболее остроумные предложения, как «зашифровать» Х в той или иной сцене.

## Прокатные затруднения
Фильм был закончен в сентябре 1931 года, когда цензурный кодекс Хейса ещё не был принят. Тем не менее, чтобы запустить фильм в национальный прокат, создателям пришлось несколько лет договариваться с цензорами. Например, к названию «Лицо со шрамом» пришлось добавить морализаторский подзаголовок — «Срам нации» (Shame of a Nation). Среди всякого рода изменений был снят новый финал, где Камонте судят и подвергают смертной казни через повешение. Поскольку и в этом виде «Лицо со шрамом» не устроило цензоров, Хоукс вернул первоначальную концовку и в этом виде выпустил картину в прокат в штатах с относительно либеральными прокатными требованиями.
Несмотря на мнение, что фильм чрезвычайно жесток, историки кино утверждают, что версия, выпущенная в прокат, стала «тенью того, чем могла бы быть». Биограф и сценарист Бен Хехт заявил, что продюсеры велели сделать сценарий жестоким, и он пообещал им минимум 25 убийств; киноведы утверждают, что количество убитых превысило 40 человек.

## Значение
Дэйв Кер дал следующий отзыв о фильме: «Мрачный, жестокий, бурлящий насилием фильм микширует комедию и ужасы, как будто Чико Маркса пустили бегать по улицам со строчащим пулемётом».

По количеству эпизодов, вошедших во все антологии киноязыка, «Лицо со шрамом» входит в число рекордсменов. Тень безликого убийцы, скользящая по экрану: это придумал Хоукс. «Что может остановить меня в такой момент», ария из «Лючии ди Ламмермур», которую насвистывает киллер: это Хоукс экспериментирует со звуком, только что пришедшим в кино. Ящики с надписью «Ананасы», из которых зондеркоманда извлекает автоматы: эй, привет, Тарантино! И мотив креста, постоянно вторгающийся в изображение: кровавую грызню италоамериканских ублюдков вдруг осеняет мощная католическая мистика. — Михаил Трофименков
На заре французской новой волны Жан Люк Годар назвал «Лицо со шрамом» лучшим американским фильмом звуковой эры, неоднократно ссылался на фильмы Хоукса, и даже иронично сравнивал его с фильмом «На последнем дыхании»: "Я думал о том, что сниму «Лицо со шрамом», а получилась «Алиса в стране чудес». В 1976 году в интервью журналу Interview Франсуа Трюффо говорил о Хоуксе: "Он снял лучший гангстерский фильм — «Человек со шрамом…», кроме того, отмечая, что фильм изобилует открытиями, он говорил: «Важно помнить, что Ховард Хоукс моралист и далек от симпатий к своим героям, к которым он относится с полнейшим пренебрежением».